# Циклічний код

Якщо 00010111 — дійсне ключове слово, застосовуючи правий циклічний зсув, отримаємо рядок 10001011. Якщо код циклічний, то 10001011 — знову дійсне ключове слово. Загалом, застосування правого циклічного зсуву переміщує молодший значущий біт (LSB) в крайнє ліве положення, так що він стає старшим бітом (MSB); інші позиції зсуваються на 1 вправо.

Циклічний код — лінійний код, що володіє властивістю циклічності, тобто кожна циклічна перестановка кодового слова також є кодовим словом. Використовується для перетворення інформації, для захисту її від помилок (див. Виявлення і виправлення помилок).

## Введення
Нехай {\displaystyle {\overline {y}}=({y_{0}},{y_{1}},\dots ,{y_{n-1}})\in \mathbb {GF} (q^{n})} — слово довжини n над алфавітом з елементів кінцевого поля {\displaystyle \mathbb {GF} (q)} та {\displaystyle y(x)=y_{0}+y_{1}x+y_{2}x^{2}+\dots +y_{n-1}x^{n-1}} — поліном, що відповідає цьому слову, від формальної змінної {\displaystyle x}. Видно, що ця відповідність не просто взаємно однозначна, а й ізоморфна. Оскільки «слова» складаються з літер з поля, то їх можна складати та множити (поелементно), причому результат буде в тому ж полі.
Поліном, що відповідає лінійній комбінації {\displaystyle {\overline {y}}=m_{1}{\overline {y_{1}}}+m_{2}{\overline {y_{2}}}} пари слів {\displaystyle {\overline {y_{1}}}=(y_{1,0},\dots ,y_{1,n-1})} та {\displaystyle {\overline {y_{2}}}=(y_{2,0},\dots ,y_{2,n-1})}, дорівнює лінійній комбінації поліномів цих слів {\displaystyle {\overline {y}}(x)=\sum _{k=0}^{n-1}(m_{1}y_{1k}+m_{2}y_{2k})x^{k}=m_{1}{\overline {y_{1}}}(x)+m_{2}{\overline {y_{2}}}(x)}.
Це дозволяє розглядати множину слів довжини n над кінцевим полем як лінійний простір поліномів зі ступенем не більше n-1 над полем {\displaystyle \mathbb {GF} (q)}.

## Алгебраїчний опис
Якщо {\displaystyle {\overrightarrow {c_{1}}}} — кодове слово, що виходить циклічним зрушенням на один розряд вліво зі слова {\displaystyle {\overrightarrow {c}}}, то відповідний йому поліном {\displaystyle c_{1}(x)} виходить з попереднього множенням на x:
{\displaystyle c_{1}(x)=xc(x)\mod (x^{n}-1)}, користуючись тим, що {\displaystyle x^{n}\equiv 1\mod (x^{n}-1)},
Зрушення вправо та вліво відповідно на {\displaystyle j} розрядів:
{\displaystyle c_{j}(x)=x^{j}c(x)\mod (x^{n}-1)}
{\displaystyle c_{-j}(x)x^{j}=c(x)\mod (x^{n}-1)}
Якщо {\displaystyle m(x)} — довільний поліном над полем {\displaystyle GF(q)} та {\displaystyle c(x)} — кодове слово циклічного {\displaystyle (n,k)} коду, то {\displaystyle m(x)c(x)} {\displaystyle \mod (x^{n}-1)} теж кодове слово цього коду.

### Породжуючий поліном
Визначення:
породжуючим поліномом циклічного {\displaystyle (n,k)} коду {\displaystyle C} називається такий ненульовий поліном {\displaystyle g(x)=\sum \limits _{i=0}^{r}g_{i}x^{i}} з {\displaystyle C}, ступінь якого найменша та коефіцієнт при старшому ступені {\displaystyle g_{r}=1}.
Теорема 1
Якщо {\displaystyle C} — циклічний {\displaystyle (n,k)} код і {\displaystyle g(x)} — його породжуючий поліном, тоді ступінь {\displaystyle g(x)} дорівнює {\displaystyle r=n-k} та кожне кодове слово може бути єдиним чином представлено у вигляді
{\displaystyle c(x)=m(x)g(x)},
де ступінь {\displaystyle m(x)} менше або дорівнює {\displaystyle k-1}.
Теорема 2
{\displaystyle g(x)} — породжуючий поліном циклічного {\displaystyle (n,k)} коду є дільником двочлена {\displaystyle x^{n}-1}
Наслідки: таким чином як породжуючий поліном можна вибирати будь-який поліном, дільник {\displaystyle x^{n}-1}.
Ступінь обраного полінома визначатиме кількість перевірочних символів {\displaystyle r}, число інформаційних символів {\displaystyle k=n-r}.

### Породжуюча матриця
Поліноми {\displaystyle g(x),xg(x),x^{2}g(x),\dots ,x^{k-1}g(x)} лінійно незалежні, інакше {\displaystyle m(x)g(x)=0} при ненульовому {\displaystyle m(x)}, що неможливо.
Значить кодові слова можна записувати, як і для лінійних кодів, таким чином:
{\displaystyle {\overline {m}}G=(m_{0},m_{1},\dots ,m_{k-1}){\begin{bmatrix}g(x)\\xg(x)\\\dots \\x^{k-1}g(x)\end{bmatrix}}=m(x)g(x)}, де {\displaystyle G} є породжуючою матрицею, {\displaystyle m(x)} — інформаційним поліномом.
Матрицю {\displaystyle G} можна записати в символьній формі:
{\displaystyle G={\begin{bmatrix}g_{0}&g_{1}&\dots &g_{r-1}&g_{r}&0&\dots &0\\0&g_{0}&\dots &g_{r-2}&g_{r-1}&g_{r}&\dots &0\\.&.&\dots &.&.&.&\dots &.\\0&0&\dots &0&g_{0}&g_{1}&\dots &g_{r}\end{bmatrix}}}

### Перевірочна матриця
Для кожного кодового слова циклічного коду справедливо {\displaystyle c(x)=0\mod g(x)}.
Тому перевірочну матрицю можна записати як:
{\displaystyle H={\begin{bmatrix}1&x&x^{2}&\dots &x^{n-2}&x^{n-1}\\\end{bmatrix}}\mod g(x)}
Тоді:
{\displaystyle {\overline {c}}H^{T}=\sum \limits _{i=0}^{n-1}c_{i}x^{i}=0\mod g(x)}

## Кодування

### Несистематичне
При несистематичному кодуванні кодове слово виходить у вигляді добутку інформаційного полінома на породжуючий
{\displaystyle c(x)=m(x)g(x)}.
Воно може бути реалізовано за допомогою перемноження поліномів.

### Систематичне
При систематичному кодуванні кодове слово формується у вигляді інформаційного подблока та перевірочного
{\displaystyle c(x)=[s(x)\;m(x)]}
Нехай інформаційне слово утворює старші ступені кодового слова, тоді
{\displaystyle c(x)=x^{r}m(x)+s(x),r=n-k}
Тоді з умови {\displaystyle c(x)=x^{r}m(x)+s(x)=0\mod g(x)}, слід
{\displaystyle s(x)=-x^{r}m(x)\mod g(x)}
Це рівняння задає правило систематичного кодування. Воно може бути реалізовано за допомогою багатотактних лінійних фільтрів(БЛФ).

## Приклади

### Бінарний (7,4,3) код
Як дільник {\displaystyle x^{7}-1} виберемо породжуючий поліном третього ступеня {\displaystyle g(x)=x^{3}+x+1}, тоді отриманий код буде мати довжину {\displaystyle n=7}, число перевірочних символів (ступінь породжуючого полінома) {\displaystyle r=3}, число інформаційних символів {\displaystyle k=4}, мінімальна відстань {\displaystyle d=3}.
Породжуюча матриця коду:
{\displaystyle G={\begin{bmatrix}1&1&0&1&0&0&0\\0&1&1&0&1&0&0\\0&0&1&1&0&1&0\\0&0&0&1&1&0&1\end{bmatrix}}},
де перший рядок є записом полінома {\displaystyle g(x)} коефіцієнтами по зростанню ступеня.
Решта рядків — циклічні зрушення першого рядка.
Перевірочна матриця:
{\displaystyle H={\begin{bmatrix}1&0&0&1&0&1&1\\0&1&0&1&1&1&0\\0&0&1&0&1&1&1\end{bmatrix}}},
де i-ий стовпець, починаючи з 1-го, являє собою залишок від ділення {\displaystyle x^{i}} на поліном {\displaystyle g(x)}, записаний за зростанням ступенів, починаючи зверху.
Так, наприклад, 4-й стовпець виходить {\displaystyle h_{3}(x)=x^{3}\mod g(x)=x+1}, або у векторному записі {\displaystyle [110]}.
Легко переконатися, що {\displaystyle GH^{T}=0}.

### Бінарний (15,7,5)БЧХ-код
Як породжуючий поліном {\displaystyle g(x)} можна вибрати добуток двох дільників {\displaystyle x^{15}-1}:
{\displaystyle g(x)=g_{1}(x)g_{2}(x)=(x^{4}+x+1)(x^{4}+x^{3}+x^{2}+x+1)=x^{8}+x^{7}+x^{6}+x^{4}+1}.
Тоді кожне кодове слово можна отримати за допомогою добутку інформаційного полінома {\displaystyle m(x)} зі ступенем {\displaystyle k-1} таким чином:
{\displaystyle c(x)=m(x)g(x)}.
Наприклад, інформаційному слову {\displaystyle {\overline {m}}=[1000111]} відповідає поліном {\displaystyle m(x)=x^{6}+x^{5}+x^{4}+1}, тоді кодове слово {\displaystyle c(x)=(x^{6}+x^{5}+x^{4}+1)(x^{8}+x^{7}+x^{6}+x^{4}+1)=x^{14}+x^{12}+x^{9}+x^{7}+x^{5}+1}, або у векторному вигляді {\displaystyle {\overline {c}}=[1000010101001010]}